# た

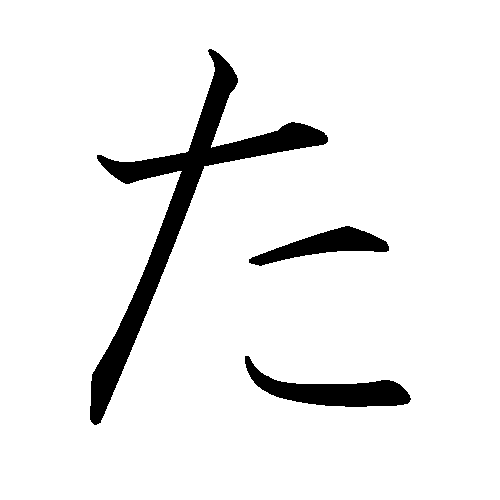
平假名た（清音）

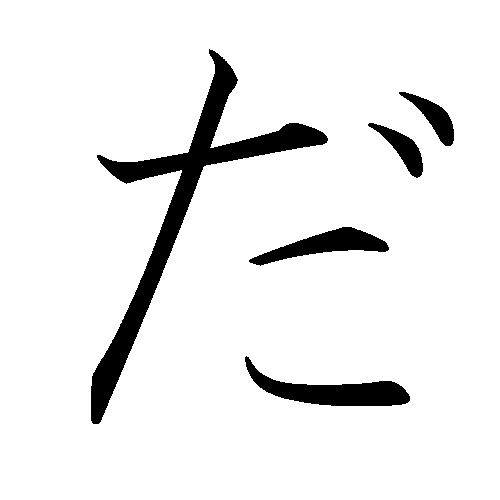
平假名だ（濁音）

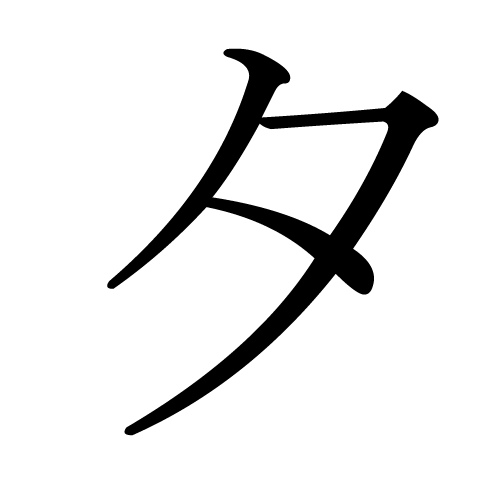
片假名タ（清音）

平假名た和片假名タ是日语的假名之一，由一个音节组成。在日语五十音图中排第4行第1个（た行あ段）的位置。た（平假名）和タ（片假名）是清音，其對應的濁音為だ（平假名）和ダ（片假名）。

## 筆畫順序

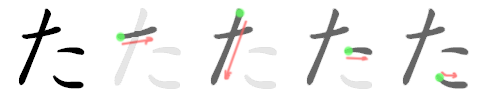
平假名た的筆畫順序

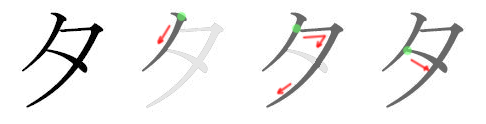
片假名タ的筆畫順序

## 關於た和タ
| 現代日語發音     | 由1個子音和1個母音形成／tä／音，其對應的濁音為／dä／音                |
| 五十音顺序       | 第16位                                                                |
| 伊吕波顺序       | 第16位，「よ」之后、「れ」之前                                        |
| 平假名「た」字源 | 「太」字的草書                                                        |
| 片假名「タ」字源 | 「多」字的上方部件                                                    |
| 日语罗马字       | :平文式罗马字：ta 训令式罗马字：ta :平文式罗马字：da 训令式罗马字：da |
| 点字：           | \| ●－ －● ●－ \|                                                     |
| 通话表           | 「煙草のタ」                                                          |
| 摩尔斯电码       | －・                                                                  |
| ●－ －● ●－      |                                                                       |